# 赫列夏托耶农村居民点
赫列夏托耶农村居民点（俄语：Хрещатовское сельское поселение）是俄罗斯联邦沃罗涅日州卡拉奇区所属的一个农村居民点。其下辖有7个居民点，行政中心为赫列夏托耶。据2016年统计，该农村居民点的人口为1897人。